# Coccoloba caravellae
Coccoloba caravellae är en slideväxtart som beskrevs av C. Sastre & J.P. Fiard. Coccoloba caravellae ingår i släktet Coccoloba och familjen slideväxter. Inga underarter finns listade i Catalogue of Life.